# (11278) Telesio
(11278) Telesio (1989 SD3) – planetoida z pasa głównego asteroid okrążająca Słońce w ciągu 3,38 lat w średniej odległości 2,25 j.a. Odkryta 26 września 1989 roku.